# Jaffa (Zvjezdana vrata)
Jaffa su izmišljeni likovi iz TV serije Zvjezdana vrata SG-1. Oni su ljudi koje su Goa'uldske kraljice stvorile da služe kao inkubatori nezrelim simbiontima. Jaffe su izvanredni ratnici s vrlo naglašenim osjećajem za čast. Oni predstavljaju najodaniju Goa'uldsku vojsku. U njihovim trbusima se nalaze tobolci u kojima nose simbionte sve do njihovog potpunog sazrijevanja. Simbiont se u Jaffu ubacuje kada se približi pubertetu u ceremoniji koja se naziva prim'tah. Nakon što simbiont napusti Jaffu da bi preuzeo tijelo ljudskog sluge, Jaffa umire. Razlog za to je što su njihova tijela stvorena na taj način da simbiont predstavlja njihov imunološki sustav. Jaffe nemaju potrebu za spavanjem zahvaljujući simbiontu, ali ipak moraju obnoviti energiju. To čine uz pomoć duboke meditacije pod nazivom Kel no'reem. Jaffe kao i svi drugi pokoreni narodi vjeruju da su Goa'uldi bogovi. Svaki Jaffa ratnik na čelu ima istetoviran simbol Goa'ulda kojem služi.